# Apedina tingha
Apedina tingha är en insektsart som beskrevs av Otte, D. och R.D. Alexander 1983. Apedina tingha ingår i släktet Apedina och familjen syrsor. Inga underarter finns listade i Catalogue of Life.